# Alex Caruso
Alex Michael Caruso (College Station, 28 de fevereiro de 1994) é um jogador norte-americano de basquete profissional que atualmente joga no Oklahoma City Thunder da National Basketball Association (NBA).
Apelidado de "Bald Mamba" e "Carushow", ele jogou basquete universitário em Texas A&M e não foi selecionado no draft da NBA de 2016. Ele jogou no Oklahoma City Blue e South Bay Lakers na G-League e no Los Angeles Lakers e Chicago Bulls na NBA.

## Carreira no ensino médio
Caruso frequentou a A&M Consolidated High School em sua cidade natal, College Station, Texas. Em seu último ano, ele teve médias de 18 pontos e nove rebotes e recebeu todas as honras possíveis depois de liderar sua equipe na pós-temporada.

## Carreira universitária

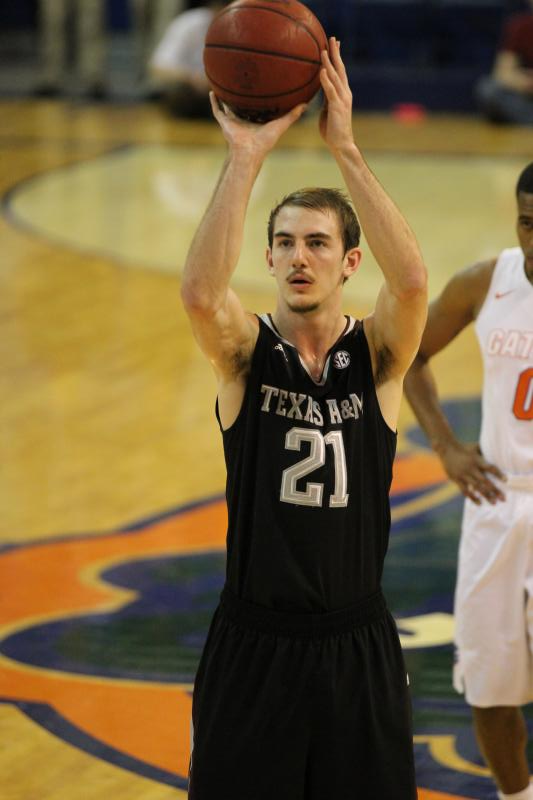
Caruso fazendo um lance livre em 2015

Depois de se formar no ensino médio, Caruso ingressou em Texas A&M. Em 137 jogos ao longo de sua carreira de quatro anos, ele teve médias de 8,0 pontos, 4,7 assistências e 2,0 roubadas de bola. Ele terminou como o líder de todos os tempos da universidade em assistências com 649 e roubadas de bola com 276, superando David Edwards nessas categorias.
Em sua última temporada, Caruso liderou a equipe ao Sweet 16 do Torneio da NCAA, ele também foi selecionado para a Equipe Defensiva e para a Segunda-Equipe da SEC.

## Carreira profissional

### Oklahoma City Blue (2016–2017)
Depois de não ter sido selecionado no draft da NBA de 2016, Caruso se juntou ao Philadelphia 76ers para a Summer League de 2016.
Em 23 de setembro de 2016, ele assinou com o Oklahoma City Thunder, mas depois foi dispensado em 17 de outubro. Em 3 de novembro, ele foi adquirido pelo Oklahoma City Blue da G-League.

### Los Angeles Lakers (2017–2021)
Caruso se juntou ao Los Angeles Lakers para a Summer League de 2017. Depois de vários jogos produtivos, incluindo um em que ele foi titular no lugar do lesionado Lonzo Ball e levou o Lakers à vitória, ele assinou o primeiro contrato de duas vias do Lakers em 13 de julho de 2017. Ele se tornou o primeiro jogador a ir diretamente da G-League para a NBA por meio de contrato bidirecional. 
Em 19 de outubro de 2017, Caruso fez sua estreia na NBA contra o Los Angeles Clippers. Ele jogou 12 minutos e registrou dois pontos, duas assistências e um rebote em uma derrota por 108-92. Ele teve 15 pontos e sete rebotes em uma vitória no último jogo da temporada contra os Clippers.
Caruso assinou outro contrato de duas vias com os Lakers após uma exibição bem-sucedida na Summer League de 2018. Em 6 de março de 2019, ele registrou 15 pontos, seis rebotes e três assistências na derrota por 115-99 para o Denver Nuggets. Em 5 de abril, ele marcou 32 pontos em uma vitória por 122-117 sobre os Clippers. Caruso também se tornou o único jogador dos Lakers naquela temporada, além de LeBron James, a registrar mais de 30 pontos, mais de 10 rebotes e mais de 5 assistências. Em 7 de abril de 2019, com os Lakers sem James nos seis jogos restantes, Caruso teve 18 pontos e 11 assistências em uma vitória por 113-109 sobre o Utah Jazz.
Em 6 de julho de 2019, Caruso assinou um contrato de dois anos e US$5,5 milhões com os Lakers. Em 11 de outubro de 2020, ele ganhou seu primeiro título da NBA após uma série de seis jogos sobre o Miami Heat. Ele se tornou um agente livre irrestrito após a temporada de 2020-21.

### Chicago Bulls (2021–2024)
Em 10 de agosto de 2021, Caruso assinou um contrato de quatro anos e US$ 37 milhões com o Chicago Bulls. Caruso optou por usar o número 6 com os Bulls, já que seu número habitual, o 4, foi aposentado pela equipe em homenagem a Jerry Sloan.
Em 21 de janeiro de 2022, durante uma derrota por 94-90 para o Milwaukee Bucks, Caruso foi derrubado pelo armador adversário Grayson Allen. Allen foi expulso do jogo e, no dia seguinte, os Bulls anunciaram que Caruso havia fraturado o pulso direito e passaria por cirurgia, mantendo-o afastado por pelo menos 6 a 8 semanas.
Ao final da temporada, Caruso foi nomeado pela primeira vez para a Primeira-Equipe Defensiva da NBA.
Em 27 de outubro de 2023, Caruso registrou 13 pontos, 13 rebotes, duas assistências, dois roubos de bola e um bloqueio, além de acertar uma cesta de três pontos decisiva na vitória por 104-103 na prorrogação sobre o Toronto Raptors.

### Oklahoma City Thunder (2024–presente)
Em 21 de junho de 2024, Caruso foi negociado com o Oklahoma City Thunder em troca de Josh Giddey. A mudança reuniu Caruso com Mark Daigneault, que o treinou durante sua gestão no Oklahoma City Blue da G-League. Em 22 de dezembro, Caruso e o Thunder concordaram com uma extensão de contrato de quatro anos e US$ 81 milhões.
Foi campeão na temporada 2024/2025 quando o Oklahoma venceu o Indiana Pacers por 4x3 nas finais.  

## Estatísticas da carreira

### NBA

#### Temporada regular
| Ano      | Equipe      | PJ  | PT  | MPJ  | AP   | 3P   | LL   | RT  | AS  | BR  | TO  | PPJ  |
| -------- | ----------- | --- | --- | ---- | ---- | ---- | ---- | --- | --- | --- | --- | ---- |
| 2017–18  | L.A. Lakers | 37  | 7   | 15.2 | .431 | .302 | .700 | 1.8 | 2.0 | .6  | .3  | 3.6  |
| 2018–19  | L.A. Lakers | 25  | 4   | 21.2 | .445 | .480 | .797 | 2.7 | 3.1 | 1.0 | .4  | 9.2  |
| 2019–20  | L.A. Lakers | 64  | 2   | 18.4 | .412 | .333 | .737 | 1.9 | 1.9 | 1.1 | .3  | 5.5  |
| 2020–21  | L.A. Lakers | 58  | 6   | 21.0 | .436 | .401 | .645 | 2.9 | 2.8 | 1.1 | .3  | 6.4  |
| 2021–22  | Chicago     | 41  | 18  | 28.0 | .398 | .333 | .795 | 3.6 | 4.0 | 1.7 | .4  | 7.4  |
| 2022–23  | Chicago     | 67  | 36  | 23.5 | .455 | .364 | .808 | 2.9 | 2.9 | 1.5 | .7  | 5.6  |
| 2023–24  | Chicago     | 71  | 57  | 28.7 | .468 | .408 | .760 | 3.8 | 3.5 | 1.7 | 1.0 | 10.1 |
| Carreira | Carreira    | 363 | 130 | 22.2 | .435 | .374 | .748 | 2.8 | 2.8 | 1.2 | .4  | 6.8  |

#### Play-in
| Ano      | Equipe      | PJ | PT | MPJ  | AP   | 3P   | LL | RT  | AS  | BR  | TO  | PPJ  |
| -------- | ----------- | -- | -- | ---- | ---- | ---- | -- | --- | --- | --- | --- | ---- |
| 2021     | L.A. Lakers | 1  | 0  | 30.3 | .500 | .667 | —  | 3.0 | 2.0 | 3.0 | 1.0 | 14.0 |
| 2023     | Chicago     | 2  | 2  | 30.8 | .526 | .417 | —  | 3.0 | 3.0 | 2.0 | 2.0 | 12.5 |
| 2024     | Chicago     | 2  | 2  | 25.3 | .364 | .444 | —  | 2.5 | 3.0 | .5  | .5  | 6.0  |
| Carreira | Carreira    | 5  | 4  | 28.8 | .463 | .509 | —  | 2.8 | 2.6 | 1.8 | 1.1 | 10.8 |

#### Playoffs
| Ano      | Equipe      | PJ | PT | MPJ  | AP   | 3P   | LL    | RT  | AS  | BR  | TO  | PPJ |
| -------- | ----------- | -- | -- | ---- | ---- | ---- | ----- | --- | --- | --- | --- | --- |
| 2020     | L.A. Lakers | 21 | 1  | 24.3 | .425 | .279 | .800  | 2.3 | 2.8 | 1.1 | .6  | 6.5 |
| 2021     | L.A. Lakers | 6  | 0  | 20.2 | .368 | .294 | 1.000 | 1.3 | .5  | .2  | .7  | 5.8 |
| 2022     | Chicago     | 4  | 4  | 28.3 | .391 | .389 | –     | 2.8 | 4.3 | 1.3 | 1.0 | 6.3 |
| Carreira | Carreira    | 31 | 5  | 24.2 | .394 | .320 | .900  | 2.1 | 2.5 | .8  | .7  | 6.2 |

### Universitário
| Ano      | Equipe    | PJ  | PT  | MPJ  | AP   | 3P   | LL   | RT  | AS  | BR  | TO | PPJ |
| -------- | --------- | --- | --- | ---- | ---- | ---- | ---- | --- | --- | --- | -- | --- |
| 2012–13  | Texas A&M | 33  | 17  | 24.7 | .373 | .265 | .600 | 3.2 | 3.4 | 1.8 | .5 | 5.5 |
| 2013–14  | Texas A&M | 34  | 33  | 29.8 | .460 | .333 | .685 | 3.6 | 5.0 | 2.0 | .8 | 9.0 |
| 2014–15  | Texas A&M | 33  | 33  | 31.5 | .463 | .366 | .685 | 4.5 | 5.5 | 2.1 | .2 | 9.1 |
| 2015–16  | Texas A&M | 37  | 37  | 28.8 | .502 | .368 | .785 | 3.6 | 5.0 | 2.1 | .2 | 8.1 |
| Carreira | Carreira  | 137 | 120 | 28.7 | .449 | .333 | .688 | 3.7 | 4.7 | 2.0 | .4 | 7.9 |

Fonte:

## Prêmios e homenagens
NBA
- Campeão da NBA: 2020, 2025
- NBA Hustle Award: 2024
- 2x NBA All-Defensive Team:
  - Primeiro Time: 2023
  - Segundo Time: 2024

## Vida pessoal
Ele é filho de Mike e Jackie Caruso e tem duas irmãs chamadas Megan e Emily. Seu pai jogou quatro anos em Creighton e foi diretor atlético associado da Texas A&M.
Enquanto estudava em Texas A&M, ele se formou em gestão esportiva.
Em 22 de junho de 2021, ele foi preso no Aeroporto de Easterwood em College Station, Texas, por maconha residual deixada em um moedor.
Em 20 de agosto de 2024, o noivado de Caruso com a ex-participante do Big Brother, Haleigh Broucher, foi anunciado.